# Mute (websérie)
Mute é uma websérie brasileira de antologia, drama e surrealismo lançada em 25 de outubro de 2013 pelas produtoras Mãos do Vento Produções e Boneca de Pano Produções no YouTube. É criada por Alexia Garcia e Alexsandro Palermo, com colaboração de Rainer Cadete, Bruno Caldeira, Ádamo da Veiga, Pedro Manoel e Ruy Albernaz. Conta com direção artística de Rainer Cadete, Sérgio Menezes, Alexsandro Palermo, Alex Teix e Márcio Vieira. E é estrelada por Eli Ferreira, Rainer Cadete, Josi Larger, Mabel Cezar, Jacque Moura, Timóteo Heiderick, Tay Ravelli, Gustavo Rizzotti, Bruno Caldeira, Alexia Garcia, Rita Castiglioni, Bruno Fagotti, Daniel Carneiro, Paulo Victor Gandra e Carla Lima.
Em 2015, a websérie fez parte da mostra paralela do Cannes Fashion & Film e ganhou um episódio dedicado às suas gravações no programa Revista do Cinema Brasileiro, apresentado por Natália Lage na TV Brasil.

## Sinopse
A ideia de causar sensações e sentimentos no público através de imagens é antiga, nasceu mais precisamente em meados do Século XIX, mas foi através da invenção dos irmãos Lumière, na Paris de 1895, com a apresentação de L'Arrivée d'un Train à La Ciotat, que a novidade começou a tomar a forma que vemos hoje. Em meados dos anos 20, a apresentação pública de imagens animadas começou a se popularizar, causando comoção em quem assistia, o que viria a cativar milhões de pessoas no mundo inteiro. Outra inspiração veio do expressionismo alemão que teve seu auge nos anos 20. 
Baseando-se nesta premissa, foi que nasceu a ideia de produzir “MUTE”, uma websérie inspirada no cinema mudo e tem como objetivo contar histórias com recursos visuais e auditivos, sem o auxilio de diálogos, para causar sensações inusitadas no público. A websérie mistura linguagem teatral e cinematográfica para levar histórias inspiradoras ao público. Histórias que podem ser vistas em qualquer lugar do planeta, independentemente do idioma. Seguindo sempre por um caminho diferenciado, contada em forma de antologia. Em cada novo episódio, uma nova história, ligada apenas por um signo.

## Elenco
| Intérprete          | Personagem      |                  |          |
| ------------------- | --------------- | ---------------- | -------- |
| Intérprete          | Personagem      | Gustavo Rizzotti | Facínora |
| Bruno Caldeira      | Facínora        |                  |          |
| Rainer Cadete       | Samuel          |                  |          |
| Alexia Garcia       | Lúcia           |                  |          |
| Josi Larger         | Luz             |                  |          |
| Rita Castiglioni    | Mulher 2        |                  |          |
| Timóteo Heiderick   | Homem 1         |                  |          |
| Bruno Fagotti       | Homem 2         |                  |          |
| Mabel Cezar         | Mulher 1        |                  |          |
| Eli Ferreira        | Mulher Dourada  |                  |          |
| Tay Ravelli         | Mulher Vermelha |                  |          |
| Daniel Carneiro     | Violinista      |                  |          |
| Paulo Victor Gandra | Padeiro         |                  |          |
| Carla Lima          | Lídia           |                  |          |
| Jacque Moura        | Anne            |                  |          |

## Prêmios e Indicações
| Ano  | Prêmio                                                    | Categoria                           | Indicação | Resultado |
| ---- | --------------------------------------------------------- | ----------------------------------- | --------- | --------- |
| 2014 | Festival Internazionale di Cortometraggi e Nuove Immagini | Melhor Série Internacional          | Mute      | Finalista |
| 2015 | BAWEBFEST                                                 | Voto Popular                        | Mute      | Venceu    |
| 2015 | Rio Webfest                                               | Melhor Série de Drama               | Mute      | Venceu    |
| 2015 | Rio Webfest                                               | Melhor Elenco de Drama              | Mute      | Venceu    |
| 2015 | Rio Webfest                                               | Melhor Direção de Arte de Drama     | Mute      | Venceu    |
| 2015 | Rio Webfest                                               | Melhor Maquiagem de Drama           | Mute      | Venceu    |
| 2015 | Rio Webfest                                               | Melhor Direção de Produção de Drama | Mute      | Venceu    |
| 2016 | Melbourne WebFest                                         | Voto Popular                        | Mute      | Venceu    |
| 2016 | Los Angeles Web Series Festival                           | Melhor Direção de Fotografia        | Mute      | Venceu    |
| 2016 | Los Angeles Web Series Festival                           | Melhor Trilha Sonora                | Mute      | Venceu    |
| 2016 | Seoul Webfest                                             | Melhor Figurino                     | Mute      | Venceu    |
| 2016 | Seoul Webfest                                             | Melhor Direção de Arte              | Mute      | Venceu    |
| 2016 | Seoul Webfest                                             | Melhor Direção de Fotografia        | Mute      | Venceu    |
| 2016 | Melbourne WebFest                                         | Melhor Série Internacional          | Mute      | Venceu    |
| 2016 | Melbourne WebFest                                         | Melhor Desenho de Som               | Mute      | Venceu    |
| 2016 | Melbourne WebFest                                         | Melhor Edição                       | Mute      | Venceu    |
| 2016 | Melbourne WebFest                                         | Melhor Trilha Sonora                | Mute      | Venceu    |